# George Meredith
George Meredith (Portsmouth, 12. veljače 1828. – Boxhill, 18. svibnja 1909.), engleski književnik
Iako je cijelog života pisao i pjesme, prvenstveno je romanopisac. Ističe da bez smisla za komediju nema ni smisla za duhovnost uopće, a tu koncepciju komedije unosi u mnoge svoje romane. Njegovu liriku karakterizira prirodni realizam u znaku tajanstvenog sudioništva čovjeka i svemira, a romane pozitivistička filozofija (koja polazi od Comtea i Darwina), a zajednički im je tzv. "Meredithov manirizam", metodski postupak koji se ne odnosi na vanjski izražajni sustav, nego zahvaća i samu bit njegove umjetnosti.
Djela:
- "Brijanje Shagpata"
- "Moderna ljubav"
- "Emilia u Engleskoj"
- "Egoist"
- "Rhoda i Flemming"
- "Beauchampova karijera"